# Ferrières-sur-Ariège
Pour les articles homonymes, voir Ferrières.
Pour les articles ayant des titres homophones, voir Ferrière.
Ferrières-sur-Ariège est une commune française située dans le département de l'Ariège en région Occitanie. Sur le plan historique et culturel, la commune fait partie du pays de Foix, composé de la partie centrale du Plantaurel, du massif de l'Arize et d'un tronçon de la vallée de l'Ariège avec ses quelques affluents.
Exposée à un climat océanique altéré, elle est drainée par l'Ariège, le Sios et par un autre cours d'eau. Incluse dans le parc naturel régional des Pyrénées ariégeoises, la commune possède un patrimoine naturel remarquable : un site Natura 2000 (« Garonne, Ariège, Hers, Salat, Pique et Neste ») et quatre zones naturelles d'intérêt écologique, faunistique et floristique.
Ferrières-sur-Ariège est une commune urbaine qui compte 775 habitants en 2022, après avoir connu une forte hausse de la population depuis 1975. Elle appartient à l'unité urbaine de Foix et fait partie de l'aire d'attraction de Foix. Ses habitants sont appelés les Ferriérois ou Ferriéroises.

## Géographie

### Localisation
La commune de Ferrières-sur-Ariège se trouve dans le département de l'Ariège, en région Occitanie.
Elle se situe à 3 km à vol d'oiseau de Foix, préfecture du département
La commune fait en outre partie du bassin de vie de Foix.
Les communes les plus proches sont : 
Montgailhard (1,7 km), Prayols (1,8 km), Foix (2,7 km), Montoulieu (4,0 km), Pradières (4,0 km), Ganac (4,4 km), Saint-Paul-de-Jarrat (4,8 km), Vernajoul (4,9 km).
Sur le plan historique et culturel, Ferrières-sur-Ariège fait partie du pays de Foix, composé de la partie centrale du Plantaurel, du massif de l'Arize et d'un tronçon de la vallée de l'Ariège avec ses quelques affluents, mais qui n'est plus que l'ombre du prestigieux comté qui s'étendit jusqu'à l'Espagne et même au-delà.
Ferrières-sur-Ariège est limitrophe de quatre autres communes.
Les communes limitrophes sont  Foix, Ganac, Montgailhard et Prayols.
|       | Foix                 |              |
| Ganac | Ferrières-sur-Ariège | Montgailhard |
|       | Prayols              |              |

### Géologie et relief
La commune est située dans les Pyrénées, une chaîne montagneuse jeune, érigée durant l'ère tertiaire (il y a 40 millions d'années environ), en même temps que les Alpes, certaines parties étant recouvertes par des formations superficielles. Les terrains affleurants sur le territoire communal sont constitués de roches pour partie sédimentaires et pour partie métamorphiques datant pour certaines du Paléozoïque, une ère géologique qui s'étend de −541 à −252,2 Ma (millions d'années), et pour d'autres du Protérozoïque, le dernier éon du Précambrien sur l’échelle des temps géologiques. La structure détaillée des couches affleurantes est décrite dans la feuille « n°1075 - Foix » de la carte géologique harmonisée au 1/50 000ème du département de l'Ariège, et sa notice associée.
La superficie cadastrale de la commune publiée par l’Insee, qui sert de références dans toutes les statistiques, est de 3,46 km2,. La superficie géographique, issue de la BD Topo, composante du Référentiel à grande échelle produit par l'IGN, est quant à elle de 3,49 km2. Son relief est particulièrement escarpé puisque la dénivelée maximale atteint 666 mètres. L'altitude du territoire varie entre 390 m et 1 056 m.

### Hydrographie

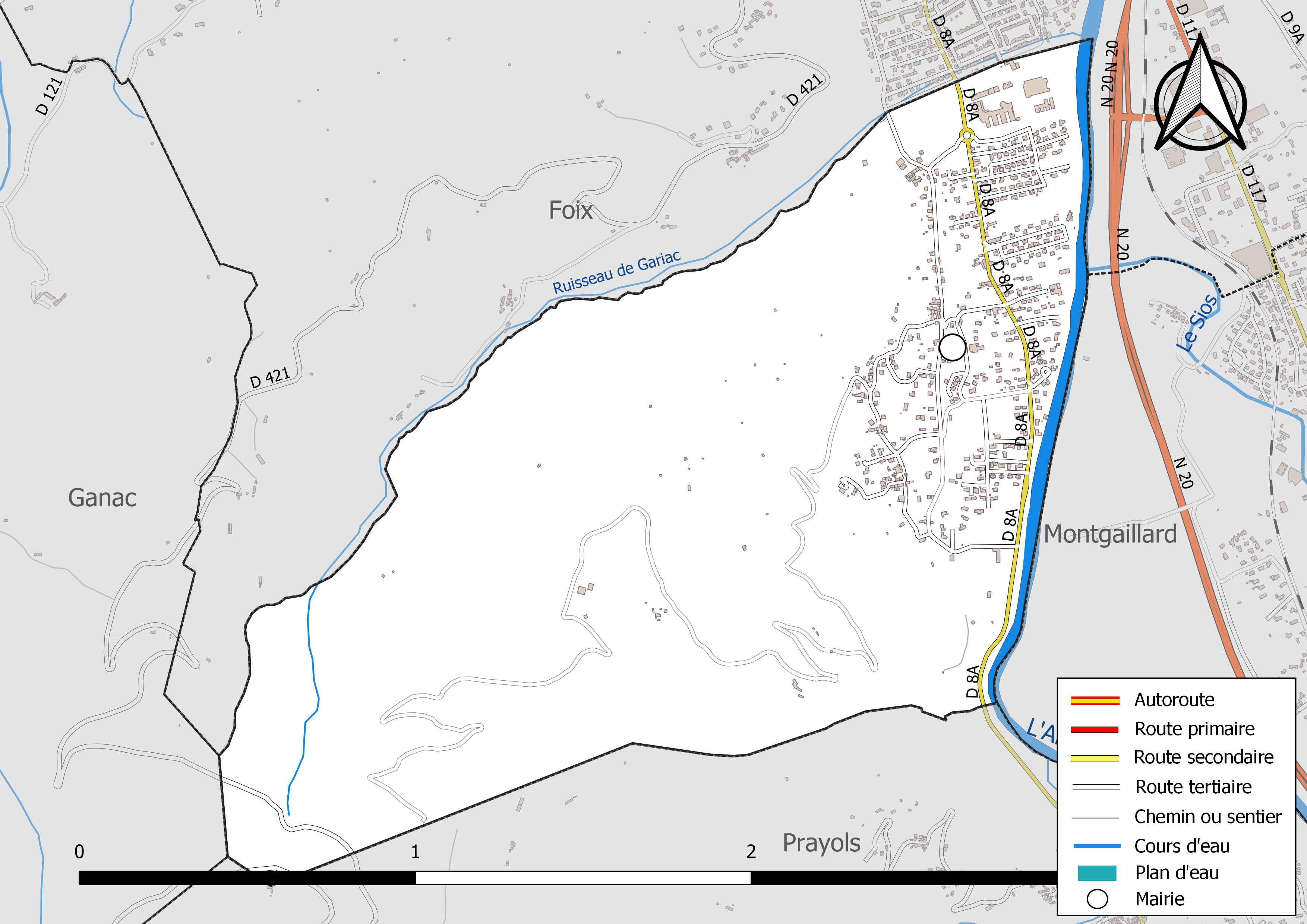
Réseaux hydrographique et routier de Ferrières-sur-Ariège.

La commune est dans le bassin versant de la Garonne, au sein du bassin hydrographique Adour-Garonne. Elle est drainée par l'Ariège, le Sios et le ruisseau de Gariac, constituant un réseau hydrographique de 3 km de longueur totale,.
L'Ariège, d'une longueur totale de 162,91 km, prend sa source dans la commune de Porta et s'écoule du sud vers le nord. Elle traverse la commune et se jette dans la Garonne à Portet-sur-Garonne, après avoir traversé 56 communes.
Le Sios, d'une longueur totale de 16,5 km, prend sa source dans la commune de Freychenet et s'écoule du sud-est vers le nord-ouest. Il traverse la commune et se jette dans l'Ariège sur le territoire communal, après avoir traversé 6 communes.

### Climat
Pour des articles plus généraux, voir Climat de l'Occitanie et Climat de l'Ariège.
En 2010, le climat de la commune est de type climat océanique altéré, selon une étude s'appuyant sur une série de données couvrant la période 1971-2000. En 2020, Météo-France publie une typologie des climats de la France métropolitaine dans laquelle la commune est exposée à un climat de montagne et est dans la région climatique Pyrénées centrales, caractérisée par une pluviométrie annuelle de 1 000 à 1 200 mm.
Pour la période 1971-2000, la température annuelle moyenne est de 12 °C, avec une amplitude thermique annuelle de 14,8 °C. Le cumul annuel moyen de précipitations est de 975 mm, avec 9,8 jours de précipitations en janvier et 6,2 jours en juillet. Pour la période 1991-2020, la température moyenne annuelle observée sur la station météorologique la plus proche, située sur la commune de Cos à 5 km à vol d'oiseau, est de 12,4 °C et le cumul annuel moyen de précipitations est de 1 004,0 mm,. Pour l'avenir, les paramètres climatiques de la commune estimés pour 2050 selon différents scénarios d'émission de gaz à effet de serre sont consultables sur un site dédié publié par Météo-France en novembre 2022.

### Milieux naturels et biodiversité

#### Espaces protégés
La protection réglementaire est le mode d’intervention le plus fort pour préserver des espaces naturels remarquables et leur biodiversité associée,.
La commune fait partie du parc naturel régional des Pyrénées ariégeoises, créé en 2009 et d'une superficie de 245 973 ha, qui s'étend sur 138 communes du département. Ce territoire unit les plus hauts sommets aux frontières de l’Andorre et de l’Espagne (la Pique d'Estats, le mont Valier, etc) et les plus hautes vallées des avants-monts, jusqu’aux plissements du Plantaurel.

#### Réseau Natura 2000

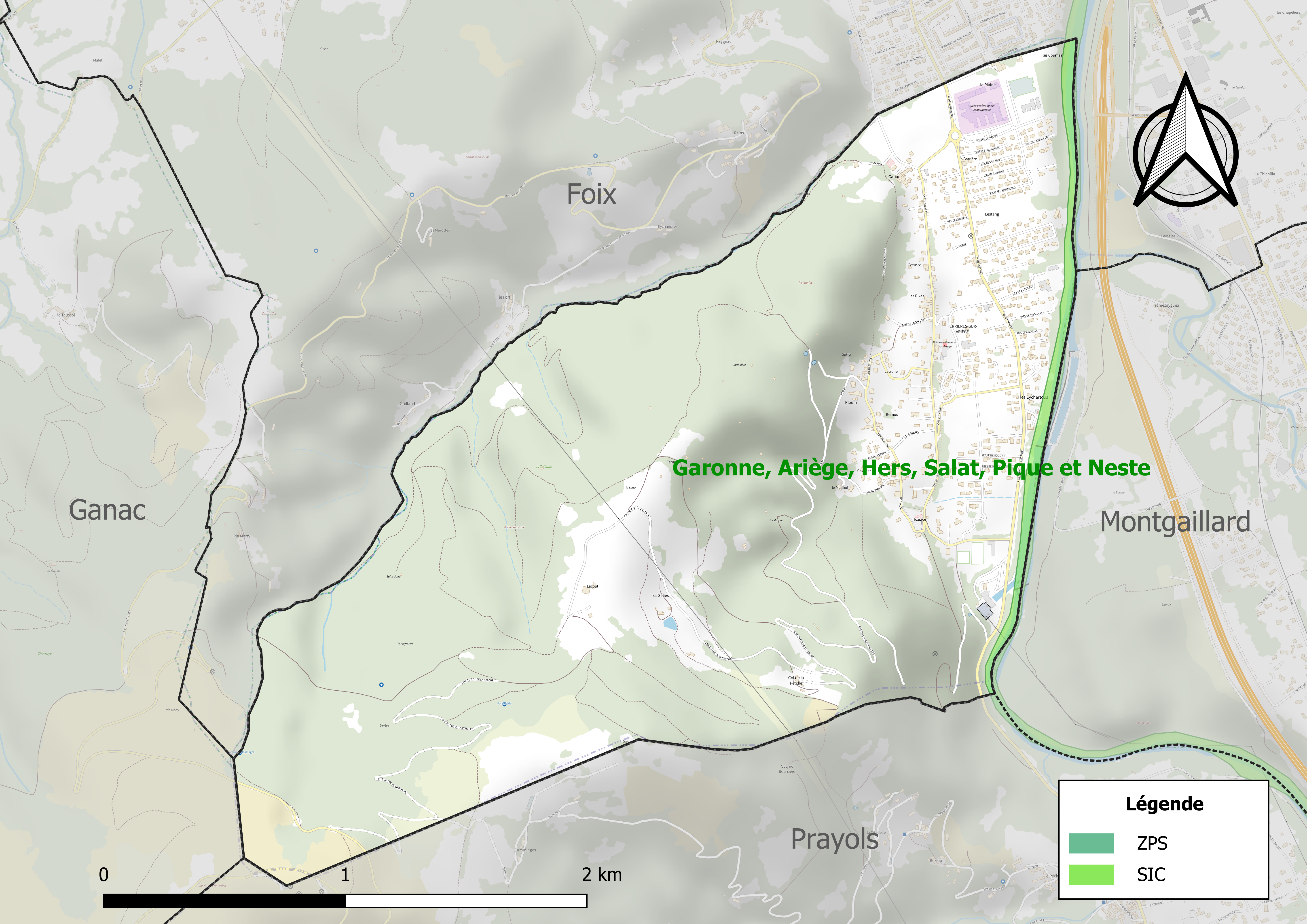
Site Natura 2000 sur le territoire communal.

Le réseau Natura 2000 est un réseau écologique européen de sites naturels d'intérêt écologique élaboré à partir des directives habitats et oiseaux, constitué de zones spéciales de conservation (ZSC) et de zones de protection spéciale (ZPS).
Un site Natura 2000 a été défini sur la commune au titre de la directive habitats : « Garonne, Ariège, Hers, Salat, Pique et Neste », d'une superficie de 9 581 ha, un réseau hydrographique pour les poissons migrateurs, avec des zones de frayères actives et potentielles importantes pour le Saumon en particulier qui fait l'objet d'alevinages réguliers et dont des adultes atteignent déjà Foix sur l'Ariège.

#### Zones naturelles d'intérêt écologique, faunistique et floristique
L’inventaire des zones naturelles d'intérêt écologique, faunistique et floristique (ZNIEFF) a pour objectif de réaliser une couverture des zones les plus intéressantes sur le plan écologique, essentiellement dans la perspective d’améliorer la connaissance du patrimoine naturel national et de fournir aux différents décideurs un outil d’aide à la prise en compte de l’environnement dans l’aménagement du territoire.
Deux ZNIEFF de type 1 sont recensées sur la commune :
le « cours de l'Ariège » (1 341 ha), couvrant 112 communes dont 86 dans l'Ariège et 26 dans la Haute-Garonne, et 
le « massif de l'Arize, zone d'altitude » (15 897 ha), couvrant 26 communes du département
et deux ZNIEFF de type 2, : 
- « L'Ariège et ripisylves » (1 975 ha), couvrant 56 communes dont 43 dans l'Ariège et 13 dans la Haute-Garonne[32] ;
- le « massif de l'Arize » (42 110 ha), couvrant 40 communes du département[33].

Carte des ZNIEFF de type 1 et 2 à Ferrières-sur-Ariège.
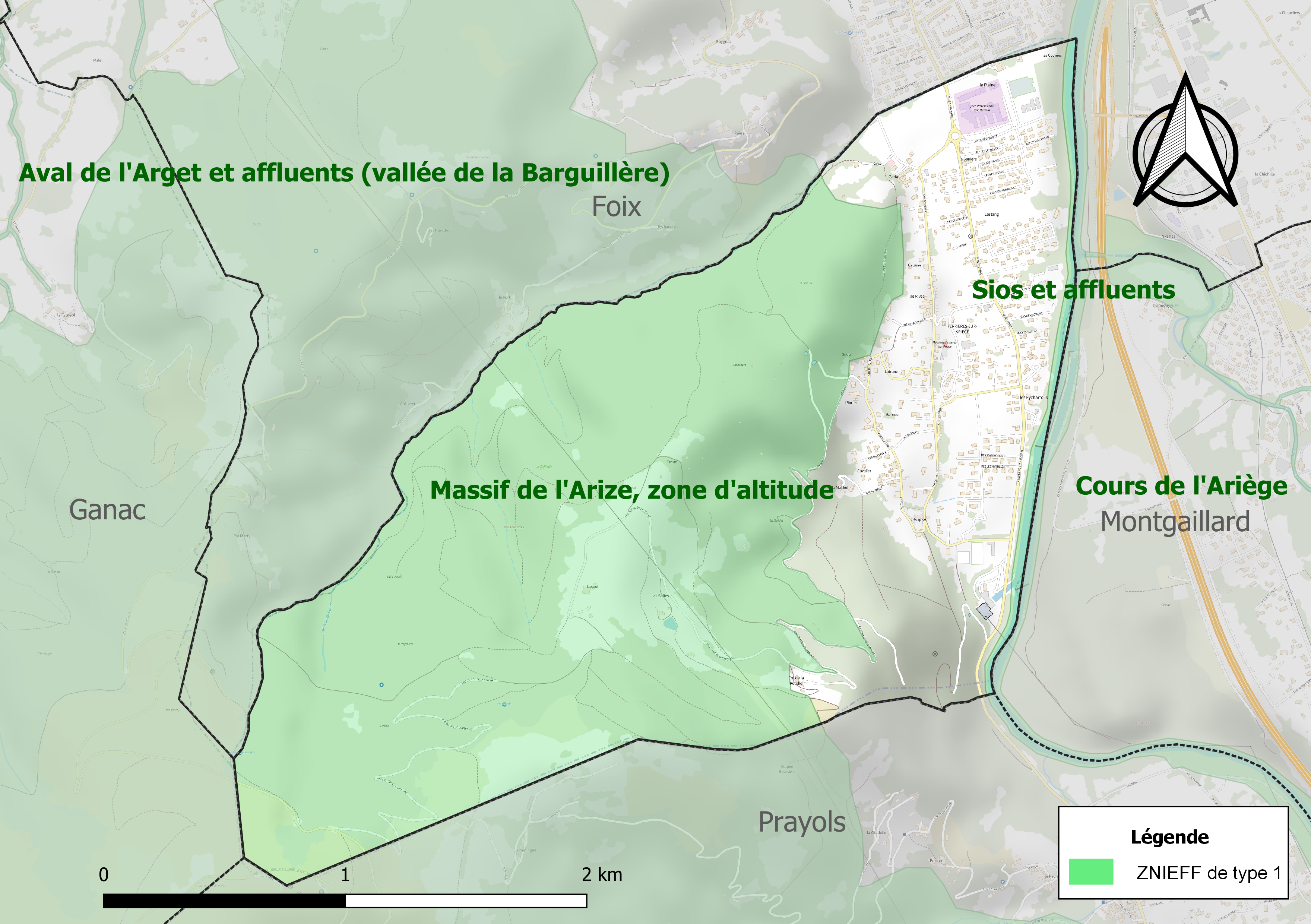
Carte des ZNIEFF de type 1 sur la commune.
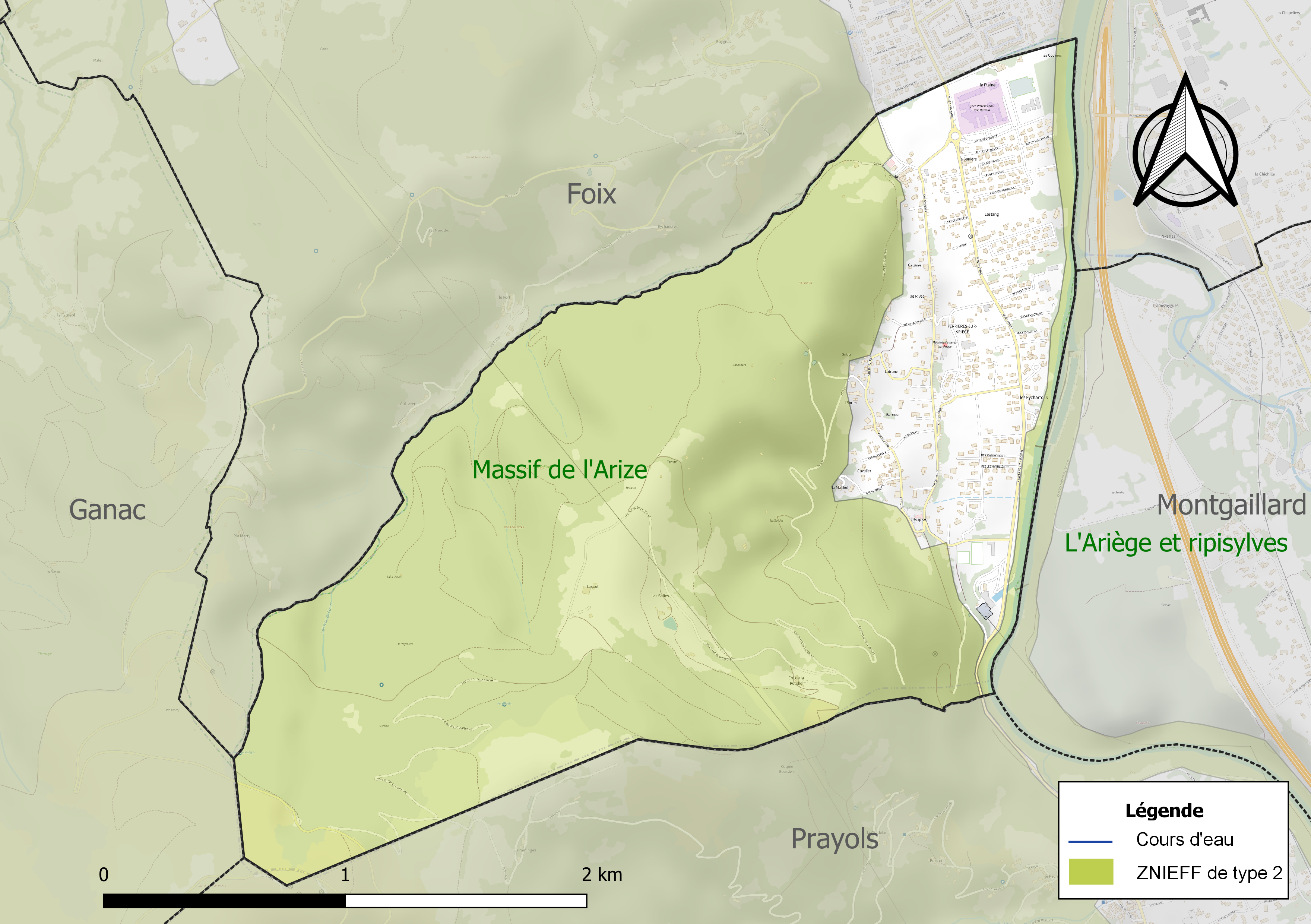
Carte des ZNIEFF de type 2 sur la commune.

## Urbanisme

### Typologie
Au 1er janvier 2024, Ferrières-sur-Ariège est catégorisée petite ville, selon la nouvelle grille communale de densité à 7 niveaux définie par l'Insee en 2022.
Elle appartient à l'unité urbaine de Foix, une agglomération intra-départementale dont elle est une commune de la banlieue,. Par ailleurs la commune fait partie de l'aire d'attraction de Foix, dont elle est une commune du pôle principal,. Cette aire, qui regroupe 38 communes, est catégorisée dans les aires de moins de 50 000 habitants,.

### Occupation des sols
L'occupation des sols de la commune, telle qu'elle ressort de la base de données européenne d’occupation biophysique des sols Corine Land Cover (CLC), est marquée par l'importance des forêts et milieux semi-naturels (76 % en 2018), en diminution par rapport à 1990 (77,1 %). La répartition détaillée en 2018 est la suivante : 
forêts (59,9 %), zones urbanisées (19,4 %), milieux à végétation arbustive et/ou herbacée (16,1 %), zones agricoles hétérogènes (3,1 %), prairies (1,4 %), espaces verts artificialisés, non agricoles (0,2 %). L'évolution de l’occupation des sols de la commune et de ses infrastructures peut être observée sur les différentes représentations cartographiques du territoire : la carte de Cassini (XVIIIe siècle), la carte d'état-major (1820-1866) et les cartes ou photos aériennes de l'IGN pour la période actuelle (1950 à aujourd'hui).

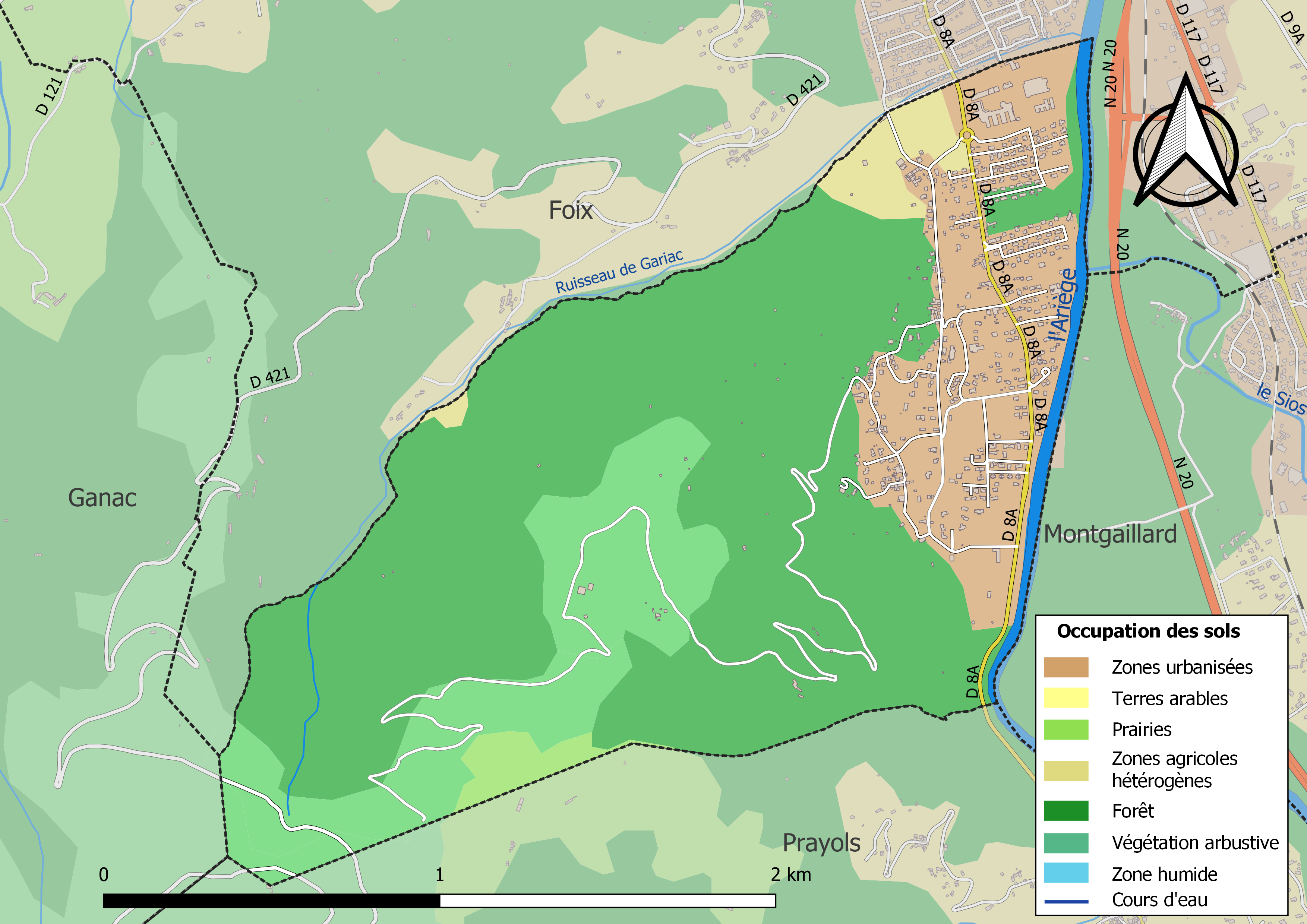
Carte des infrastructures et de l'occupation des sols de la commune en 2018 (CLC).

### Hameaux
Bernou, Cavalier, Gariac, Lestang, Las Rives, les Saliès, Sutra,

### Habitat et logement
En 2018, le nombre total de logements dans la commune était de 391, alors qu'il était de 389 en 2013 et de 370 en 2008.
Parmi ces logements, 88,3 % étaient des résidences principales, 3,3 % des résidences secondaires et 8,4 % des logements vacants. Ces logements étaient pour 92,8 % d'entre eux des maisons individuelles et pour 7,2 % des appartements.
Le tableau ci-dessous présente la typologie des logements à Ferrières-sur-Ariège en 2018 en comparaison avec celle de l'Ariège et de la France entière. Une caractéristique marquante du parc de logements est ainsi une proportion de résidences secondaires et logements occasionnels (3,3 %) inférieure à celle du département (24,6 %) mais supérieure à celle de la France entière (9,7 %). Concernant le statut d'occupation de ces logements, 79,5 % des habitants de la commune sont propriétaires de leur logement (77,4 % en 2013), contre 66,3 % pour l'Ariège et 57,5 % pour la France entière.
| Typologie                                               | Ferrières-sur-Ariège | Ariège | France entière |
| ------------------------------------------------------- | -------------------- | ------ | -------------- |
| Résidences principales (en %)                           | 88,3                 | 65,7   | 82,1           |
| Résidences secondaires et logements occasionnels (en %) | 3,3                  | 24,6   | 9,7            |
| Logements vacants (en %)                                | 8,4                  | 9,7    | 8,2            |

### Voies de communication et transports
Accès avec la route nationale 20 et la route départementale D 8A.

### Risques majeurs
Le territoire de la commune de Ferrières-sur-Ariège est vulnérable à différents aléas naturels : inondations, climatiques (grand froid ou canicule), feux de forêts, mouvements de terrains et séisme (sismicité modérée). Il est également exposé à un risque technologique,  la rupture d'un barrage, et un risque particulier, le risque radon,.

#### Risques naturels

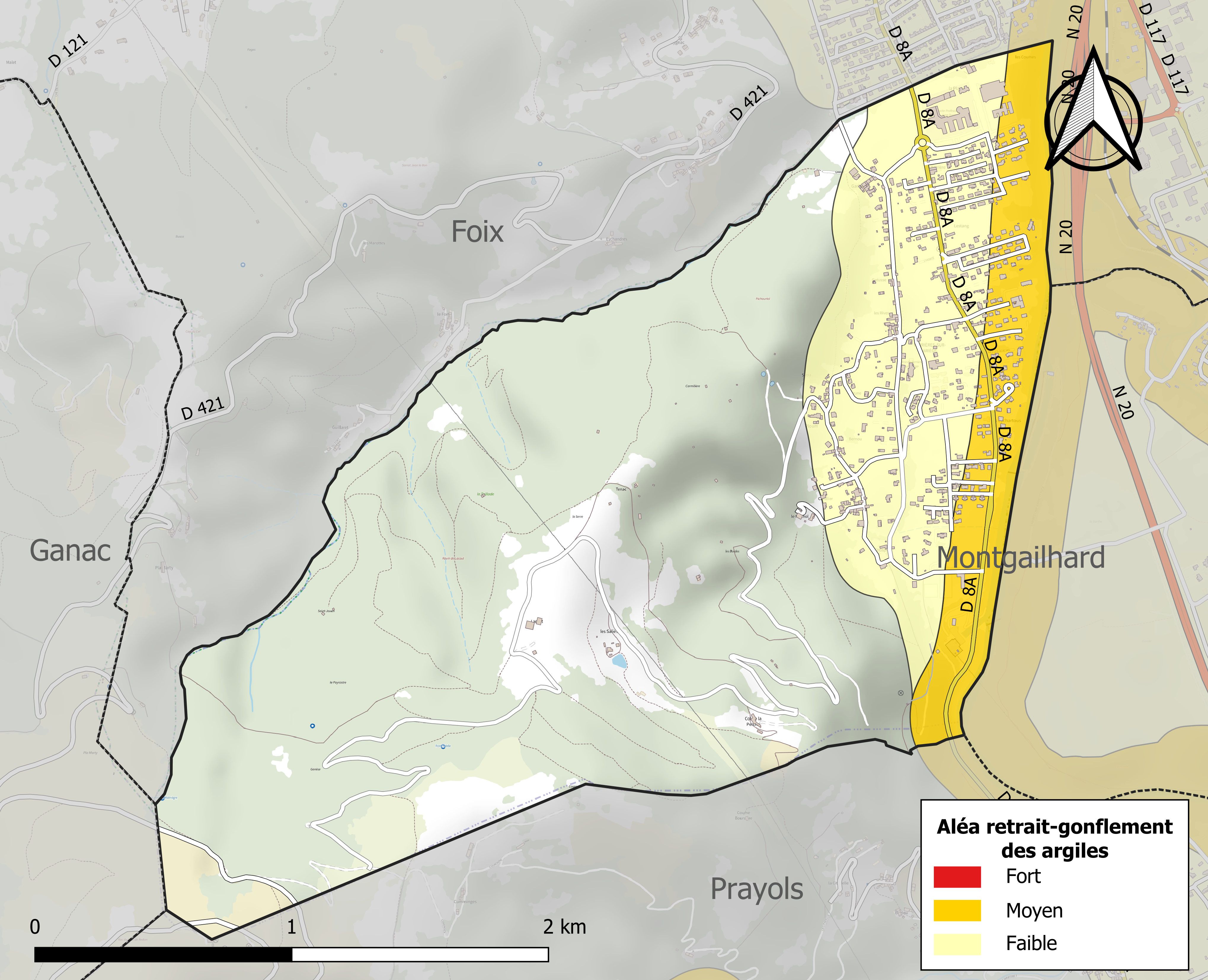
Zonage de l'aléa retrait-gonflement des argiles sur la commune de Ferrières-sur-Ariège.

Certaines parties du territoire communal sont susceptibles d’être affectées par le risque d’inondation par débordement, crue torrentielle d'un cours d'eau, l'Ariège, ou ruissellement d'un versant. L’épisode de crue le plus marquant dans le département reste sans doute celui de 1875. Parmi les inondations marquantes plus récentes concernant le cours d'eau de l'Ariège figurent la crue torrentielle de 1982 et les inondations de plaine de 1996 et de 2005 de la Basse vallée de l'Ariège.
Les mouvements de terrains susceptibles de se produire sur la commune sont soit des chutes de blocs, soit des glissements de terrains, soit des mouvements liés au retrait-gonflement des argiles. Près de 50 % de la superficie du département est concernée par l'aléa retrait-gonflement des argiles, dont la commune de Ferrières-sur-Ariège. L'inventaire national des cavités souterraines permet par ailleurs de localiser celles situées sur la commune.
Ces risques naturels sont pris en compte dans l'aménagement du territoire de la commune par le biais d'un plan de prévention des risques (PPR) inondation et mouvement de terrain approuvé le 18 novembre 2011.

#### Risques technologiques
Dans le département de l’Ariège on dénombre cinq grands barrages susceptibles d’occasionner des dégâts en cas de rupture. La commune fait partie des 80 communes susceptibles d’être touchées par l’onde de submersion consécutive à la rupture d’un de ces barrages.

#### Risque particulier
Dans plusieurs parties du territoire national, le radon, accumulé dans certains logements ou autres locaux, peut constituer une source significative d’exposition de la population aux rayonnements ionisants. Toutes les communes du département sont concernées par le risque radon à un niveau plus ou moins élevé. Selon la classification de 2018, la commune de Ferrières-sur-Ariège est classée en zone 3, à savoir zone à potentiel radon significatif.

## Toponymie
Attestée sous la forme Ferreriis en 1358.
Du pluriel de l'occitan ferrièra, « forge catalane, mine de fer », pluriel du latin ferraria, « Installation pour extraire, fondre et forger le fer ». Dérivé de fer, avec le suffixe -ière.

## Histoire
Le nom de Ferrières était autrefois « Ferieras » : « lieu où l’on trouve du fer ». Le village avait trois gisements de minerai de fer  entre Sutra et Ténac et ses sources d’eau ferrugineuse étaient connues. De même, la galène (minerai de plomb) y était extraite.
Ferrières était située dans l'ancien consulat de Foix. L’abbé de Foix était seigneur de Ferrières qui avait une maison au lieu-dit « Gariac » : la métairie de Gariac fut incendiée en 1579, par ordre de Brignon, gouverneur du château de Foix, hostile aux catholiques. Sylvestre du Bruelh : baron de Ferrières, gouverneur de Nice ; puis son fils, Pierre Sylvestre du Bruelh (né en 1646). Louis XV, en raison des services rendus dans les combats sur la frontière franco-espagnole dans le Roussillon, érige la baronnie de Ferrières en marquisat  en 1723.
Jean du Bruelh, né le 21 décembre 1758, assiste à l’assemblée de la noblesse des États de Foix tenue à Pamiers le 30 mars 1789 et émigre en Espagne à la Révolution (épouse Catherine Lafont de Sentenac).
En 1896, Ferrières comporte 61 maisons, 62 ménages pour 236 habitants.
Concernant sainte Eulalie, patronne de Ferrières, le martyrologe romain mentionne, le 12 février, Eulalie de Barcelone et le 10 décembre, Eulalie de Mérida. Dans les récits de la passion de l’une et de l’autre, de grandes similitudes sont constatées pour seulement des différences de détail (âge, nom du préfet…).
La date retenue autrefois pour la fête locale, début décembre, indique que la sainte Eulalie de Ferrières serait Eulalie de Mérida. Eulalie de Mérida aurait vécu au IVe siècle. À douze ans, ses parents la cachent à la campagne, de peur qu’elle ne coure au martyr. Elle s’échappe de nuit et parvient au tribunal de Mérida où elle insulte le Juge et les dieux. Des bourreaux la déchirent puis brûlent sa poitrine et ses flancs.
Saint Grégoire de Tours (+ 594) parle d’arbres fleurissant miraculeusement en hiver, près de la tombe d’Eulalie, à Mérida, pour sa fête.

## Politique et administration

### Découpage territorial
La commune de Ferrières-sur-Ariège est membre de la communauté d'agglomération Pays Foix-Varilhes, un établissement public de coopération intercommunale (EPCI) à fiscalité propre créé le 16 novembre 2016 dont le siège est à Foix. Ce dernier est par ailleurs membre d'autres groupements intercommunaux.
Sur le plan administratif, elle est rattachée à l'arrondissement de Foix, au département de l'Ariège, en tant que circonscription administrative de l'État, et à la région Occitanie.
Sur le plan électoral, elle dépend du canton de Foix pour l'élection des conseillers départementaux, depuis le redécoupage cantonal de 2014 entré en vigueur en 2015, et de la première circonscription de l'Ariège  pour les élections législatives, depuis le redécoupage électoral de 1986.

### Administration municipale
Le nombre d'habitants au recensement de 2011 étant compris entre 500 et 1 499 habitants, le nombre de membres du conseil municipal pour l'élection de 2014 est de quinze,.

### Liste des maires
| Période                                  | Période                    | Identité     | Étiquette | Qualité                    |
| ---------------------------------------- | -------------------------- | ------------ | --------- | -------------------------- |
| 1983                                     | 2001                       | Jean Rivère  |           |                            |
| mars 2001                                | 2014                       | Roland Pagès | PS        |                            |
| mars 2014                                | septembre 2024 (démission) | Paul Hoyer   | DVG       | Retraité Fonction publique |
| Les données manquantes sont à compléter. |                            |              |           |                            |

## Démographie
L'évolution du nombre d'habitants est connue à travers les recensements de la population effectués dans la commune depuis 1793. Pour les communes de moins de 10 000 habitants, une enquête de recensement portant sur toute la population est réalisée tous les cinq ans, les populations de référence des années intermédiaires étant quant à elles estimées par interpolation ou extrapolation. Pour la commune, le premier recensement exhaustif entrant dans le cadre du nouveau dispositif a été réalisé en 2007.

En 2022, la commune comptait 775 habitants, en évolution de −1,65 % par rapport à 2016 (Ariège : +1,48 %, France hors Mayotte : +2,11 %).
| 1793 | 1800 | 1806 | 1821 | 1831 | 1836 | 1841 | 1846 | 1851 |
| ---- | ---- | ---- | ---- | ---- | ---- | ---- | ---- | ---- |
| 218  | 176  | 176  | 181  | 206  | 249  | 190  | 248  | 241  |

| 1856 | 1861 | 1866 | 1872 | 1876 | 1881 | 1886 | 1891 | 1896 |
| ---- | ---- | ---- | ---- | ---- | ---- | ---- | ---- | ---- |
| 211  | 215  | 215  | 240  | 239  | 249  | 240  | 242  | 236  |

| 1901 | 1906 | 1911 | 1921 | 1926 | 1931 | 1936 | 1946 | 1954 |
| ---- | ---- | ---- | ---- | ---- | ---- | ---- | ---- | ---- |
| 226  | 204  | 189  | 167  | 184  | 176  | 171  | 154  | 177  |

| 1962 | 1968 | 1975 | 1982 | 1990 | 1999 | 2006 | 2007 | 2012 |
| ---- | ---- | ---- | ---- | ---- | ---- | ---- | ---- | ---- |
| 181  | 301  | 482  | 574  | 660  | 705  | 785  | 796  | 847  |

| 2017 | 2022 | - | - | - | - | - | - | - |
| ---- | ---- | - | - | - | - | - | - | - |
| 771  | 775  | - | - | - | - | - | - | - |

| selon la population municipale des années : | 1968 | 1975 | 1982 | 1990 | 1999 | 2006 | 2009 | 2013 |
| Rang de la commune dans le département      | 91   | 52   | 49   | 36   | 33   | 32   | 31   | 30   |
| Nombre de communes du département           | 340  | 328  | 330  | 332  | 332  | 332  | 332  | 332  |

### Enseignement
L’école de Ferrières est gérée par un syndicat intercommunal à vocation éducative (SIVE) avec la commune voisine de Prayols.
Le lycée professionnel Jean-Durroux se trouve sur la commune, ouvert en septembre 2003 en remplacement de celui du même nom qui se trouvait à Foix.
Ferrières-sur-Ariège fait partie de l'académie de Toulouse.

### Culture et festivités
Foyer rural, comité des fêtes,

### Activités sportives
Lieu de passage de la 15e étape du Tour de France 2007, pétanque, randonnée pédestre, chasse,

## Économie

### Revenus
En 2018, la commune compte 345 ménages fiscaux, regroupant 767 personnes. La médiane du revenu disponible par unité de consommation est de 23 430 € (19 820 € dans le département).

### Emploi
| Division       | 2008  | 2013   | 2018   |
| -------------- | ----- | ------ | ------ |
| Commune        | 5,5 % | 8,6 %  | 6,3 %  |
| Département    | 8,9 % | 11,1 % | 11,2 % |
| France entière | 8,3 % | 10 %   | 10 %   |

En 2018, la population âgée de 15 à 64 ans s'élève à 454 personnes, parmi lesquelles on compte 75,3 % d'actifs (69 % ayant un emploi et 6,3 % de chômeurs) et 24,7 % d'inactifs,. Depuis 2008, le taux de chômage communal (au sens du recensement) des 15-64 ans est inférieur à celui de la France et du département.
La commune fait partie du pôle principal de l'aire d'attraction de Foix,. Elle compte 207 emplois en 2018, contre 200 en 2013 et 178 en 2008. Le nombre d'actifs ayant un emploi résidant dans la commune est de 317, soit un indicateur de concentration d'emploi de 65,1 % et un taux d'activité parmi les 15 ans ou plus de 54,8 %.
Sur ces 317 actifs de 15 ans ou plus ayant un emploi, 57 travaillent dans la commune, soit 18 % des habitants. Pour se rendre au travail, 90 % des habitants utilisent un véhicule personnel ou de fonction à quatre roues, 1,5 % les transports en commun, 4,8 % s'y rendent en deux-roues, à vélo ou à pied et 3,8 % n'ont pas besoin de transport (travail au domicile).

### Activités hors agriculture
42 établissements sont implantés  à Ferrières-sur-Ariège au 31 décembre 2019. Le tableau ci-dessous en détaille le nombre par secteur d'activité et compare les ratios avec ceux du département,.
| Secteur d'activité                                                                                        | Commune | Commune | Département |
| Secteur d'activité                                                                                        | Nombre  | %       | %           |
| --- | ------- | ------- | ----------- |
| Ensemble                                                                                                  | 42      |         |             |
| Industrie manufacturière, industries extractives et autres                                                | 9       | 21,4 %  | (12,9 %)    |
| Construction                                                                                              | 6       | 14,3 %  | (14,2 %)    |
| Commerce de gros et de détail, transports, hébergement et restauration                                    | 8       | 19 %    | (27,5 %)    |
| Information et communication                                                                              | 1       | 2,4 %   | (1,8 %)     |
| Activités immobilières                                                                                    | 1       | 2,4 %   | (4,2 %)     |
| Activités spécialisées, scientifiques et techniques et activités de services administratifs et de soutien | 5       | 11,9 %  | (13,2 %)    |
| Administration publique, enseignement, santé humaine et action sociale                                    | 8       | 19 %    | (14,4 %)    |
| Autres activités de services                                                                              | 4       | 9,5 %   | (8,8 %)     |

Le secteur de l'industrie manufacturière, des industries extractives et autres est prépondérant sur la commune puisqu'il représente 21,4 % du nombre total d'établissements de la commune (9 sur les 42 entreprises implantées  à Ferrières-sur-Ariège), contre 12,9 % au niveau départemental.

### Agriculture
|                                   | 1988 | 2000 | 2010 |
| --------------------------------- | ---- | ---- | ---- |
| Exploitations                     | 10   | 3    | 4    |
| Superficie agricole utilisée (ha) | 28   | 18   | 49   |

La commune fait partie de la petite région agricole dénommée « Région sous-pyrénéenne ». En 2010, l'orientation technico-économique de l'agriculture  sur la commune est l'élevage d'herbivores hors bovins, caprins et porcins. Quatre exploitations agricoles ayant leur siège dans la commune sont dénombrées lors du recensement agricole de 2010 (dix en 1988). La superficie agricole utilisée est de 49 ha.

## Culture locale et patrimoine

### Lieux et monuments
- Église Sainte-Eulalie de Ferrières-sur-Ariège.
- Mosquée, inaugurée le 10 septembre 2014[67].

### Héraldique
| Armes de Ferrières-sur-Ariège | Les armes de Ferrières-sur-Ariège se blasonnent ainsi : D'or à six fers à cheval de sable. |

## Pour approfondir